# بنتون فری‌زر
سرجوخه بنتون فریزر (به انگلیسی: Benton Fraser) یک پلیس سوار کانادا از شخصیت‌های اصلی سریال به‌سوی جنوب است و پل گراس این نقش را ایفا کرده است.
او اولین بار در تعقیب قاتلین پدر خود که او هم یک پلیس سوار کانادا بود به شیکاگو آمد و به گفتهٔ خودش «برای کمک به امنیت و صلح جهانی» و به عنوان رابط کنسولگری کانادا در شیکاگو ماندگار شد.